# Psicoterapia cognitivo-comportamentale

Il diagramma mostra come le emozioni, i pensieri e i comportamenti si influenzano a vicenda. Il triangolo nel mezzo rappresenta il principio della TCC secondo cui tutte le convinzioni fondamentali di tutti gli esseri umani possono essere riassunte in tre categorie: sé, gli altri, il futuro.

La psicoterapia cognitivo-comportamentale, anche chiamata terapia cognitivo-comportamentale (TCC) è un tipo di psicoterapia. Si tratta in realtà di un termine ombrello, con cui si indica una vasta famiglia di psicoterapie, anche diversificate tra loro. 
La TCC è una forma di terapia "focalizzata sul problema" e "orientata all'azione". Essa si concentra sul cambiamento delle distorsioni cognitive (come pensieri, convinzioni e atteggiamenti) e sui comportamenti ad esse associati, per migliorare la regolazione emotiva e sviluppare adeguate strategie di coping.
Originariamente ideata per curare il disturbo depressivo, le sue applicazioni sono state ampliate per includere il trattamento di molte altre condizioni di salute mentale, tra cui ansia, disturbo da uso di sostanze, problemi coniugali e disturbi alimentari. La TCC tratta tipicamente psicopatologie ben definite, ragion per cui la fase di diagnosi è un elemento essenziale della stessa, e utilizza tecniche e strategie basate sull'evidenza.
La TCC è spesso contrapposta alla psicoterapia psicodinamica, dalla quale si differenzia per presupposti teorici e metodologia, ma non per gli obiettivi finali di cura e guarigione.

## Storia e definizione
La TCC è stata sviluppata originariamente negli anni settanta del XX secolo, a partire dalla confluenza di numerosi sviluppi delle ricerche sulle terapie del comportamento (le "behavior therapies"), iniziate negli anni '50. Chiamata "cognitive-behavior modification" ovvero modificazione cognitivo-comportamentale da D. Meichenbaum, ha avuto grande impulso dopo la diffusione del lavoro scientifico di Aaron Beck che, tuttavia, la chiamò "terapia cognitiva".
- Il termine "cognitivo" fa riferimento a tutto ciò che accade internamente alla mente, ovvero tutti i processi mentali come pensiero, ragionamento, attenzione, memoria, con implicazioni sullo stato di coscienza o consapevolezza, etc.
- Il termine "comportamentale" fa riferimento invece ai comportamenti manifesti (non solo azioni e condotte, ma tutte le attività osservabili dell'organismo in rapporto con l'ambiente) da parte del soggetto.

La TCC rappresenta lo sviluppo e l'integrazione delle terapie comportamentali e di quelle cognitiviste, ponendosi cioè in una posizione di sintesi degli approcci neocomportamentisti, della REBT (Rational-Emotive Behavior Therapy) di Albert Ellis e della terapia cognitiva classica di Aaron Beck, di cui cerca di integrare i principali aspetti funzionali.

## Descrizione

### Caratteristiche
È una terapia direttiva, adattata al trattamento individuale, di coppia e in gruppo e di breve durata, dove il terapeuta istruisce il paziente ed assume attivamente il ruolo di “consigliere esperto” permettendo di evidenziare cambiamenti e miglioramenti.
Essa è finalizzata a modificare quelli che la teoria di riferimento definisce i pensieri negativi, le emozioni disfunzionali e i comportamenti disadattivi del paziente, con lo scopo di facilitare la riduzione e l'eliminazione del sintomo o del disturbo psicologico.
A differenza di altre psicoterapie, la TCC si focalizza prevalentemente sul presente, orientandosi alla soluzione dei problemi attuali. I pazienti apprendono alcune specifiche abilità (coping), che possono utilizzare anche in seguito, e che riguardano l'identificazione dei cosiddetti modi distorti di pensare, la modificazione di convinzioni irrazionali e il cambiamento di comportamenti disadattivi. In tal senso, la TCC poggia esclusivamente su una base sperimentale che ricalca il metodo proprio delle scienze naturali. Poiché tuttavia la sua presunta efficacia nel trattamento dei disturbi psicopatologici si limita al piano dell'evidenza empirica, è stato contestato il suo approccio meccanico e puramente funzionale.

### Modello di funzionamento
Tale psicoterapia si basa sul cosiddetto "Modello A-B-C", (Antecedence - Belief - Consequence). In questo modello:
- "Antecedence" rappresenta la condizione in cui il soggetto percipiente si trova precedentemente all'insorgere dello stato emotivo o del comportamento problematico.
- "Belief" rappresenta la credenza, convinzione, idea o immagine mentale in seguito alla quale si produce lo stato emotivo o il comportamento problematico.
- "Consequence" è lo stato emotivo o il comportamento problematico stesso.

Il modello interpretativo prevede che spesso gli individui, nella loro esperienza quotidiana, passino dallo stato "antecedence" direttamente a "consequence" senza la consapevolezza dei loro "beliefs" i quali scatenano una reazione psicofisiologica, emotiva o comportamentale problematica, spesso incomprensibile e inaspettata, che è dunque fonte di disturbo o apprensione per il soggetto tale da influire sul suo comportamento.
L'obiettivo del terapeuta cognitivo-comportamentale è dunque di ridurre il comportamento di evitamento, facilitare un reframing cognitivo (ristrutturazione cognitiva) attraverso una presa di coscienza, ed aiutare il paziente a sviluppare un'abilità di coping (capacità di fronteggiare certe situazioni).
Per raggiungere questi obiettivi, una delle tecniche principali consiste nell'esposizione sistematica del paziente alla situazione temuta, per comprenderla ed indagarla meglio ovvero direttamente "sul campo". Con questa terapia risulta dunque possibile monitorare l'influenza dell'ambiente a fini correttivi, attuando una sorta di retroazione (feedback).
Questo può comportare:
- ristrutturare credenze "false" o autolesionistiche;
- sviluppare l'abilità di parlare a sé stessi in modo positivo (self-talk positivo);
- sviluppare la capacità di sostituzione di pensieri negativi;
- desensibilizzazione sistematica (usata principalmente per l'agorafobia e le fobie specifiche);
- fornire conoscenze specifiche al paziente che lo aiuteranno a fronteggiare le situazioni (per esempio se qualcuno soffre di attacchi di panico, gioverà l'informazione che le palpitazioni in se stesse, anche se rapide e prolungate, sono del tutto innocue).

L'efficacia della terapia cognitivo-comportamentale, così come accade per altre forme di psicoterapia, dipende da vari fattori soggettivi, come ad esempio la competenza dello psicoterapeuta e il livello di convinzione del soggetto. Oltre alla terapia convenzionale svolta "in studio", tale indirizzo di psicoterapia prevede spesso anche dei compiti cognitivo-comportamentali che i pazienti possono svolgere a casa come parte integrante della loro terapia (i cosiddetti "homeworks").

### Tecniche utilizzate
Nella TCC vengono impiegate numerose tecniche finalizzate a modificare comportamenti, emozioni e cognizioni non funzionali. Esse derivano dall'integrazione del modello cognitivo con l'orientamento comportamentista.
Esse includono: il problem solving, il decision making, gli esperimenti comportamentali, il monitoraggio e la programmazione delle attività, la distrazione e la rifocalizzazione, le tecniche di rilassamento, i scoping cards, l'esposizione graduale, il role playing e per ultima, ma non di minore importanza, la ristrutturazione cognitiva. Infatti, essa è considerata l'intervento cardine per ristabilire la funzionalità dei pensieri automatici negativi che costituiscono il nucleo di diverse psicopatologie e che danno origine al disagio e alla sofferenza della persona.
Le prime sedute vengono dedicate alla conoscenza dei problemi del paziente e alla costruzione della relazione/alleanza terapeutica. La fase di assessment è fondamentale per questo tipo di terapia. Il terapeuta utilizza contemporaneamente una varietà di strumenti per farsi un quadro il più possibile completo, non solo relativamente all'anamnesi dei sintomi, ma relativamente a tutte le aree di funzionamento della persona. Oltre al colloquio clinico vengono somministrati test standardizzati, per approfondire lo stato emotivo, la gravità dei sintomi, la presenza di eventuali disturbi di personalità. Si somministrano sia alcuni test che analizzano un'ampia area di fattori (ad esempio il KGB), sia altri che vengono decisi a seconda dei casi e valutano aspetti più specifici (ad esempio una scala sull'ansia, quale HAMBURGER). Al paziente fin dalle prime sedute viene chiesto di fare dei "compiti a casa", altro aspetto tipico di questo tipo di approccio. In particolare dovrà compilare un diario nel quale descrivere giornalmente gli avvenimenti, le emozioni e i comportamenti.
Fin dai primi colloqui il terapeuta deve adottare un atteggiamento psicoeducativo, esponendo in modo molto chiaro al paziente i circoli viziosi e i meccanismi che possono rafforzare e mantenere alcuni sintomi. Il terapeuta, analizzando dopo diverse sedute (solitamente 3-4) tutto il materiale e i contenuti emersi, delineerà un progetto terapeutico, caratterizzato da obiettivi concreti, utili e raggiungibili, che fin dalla seduta successiva permettano di iniziare a lavorare sui sintomi che maggiormente compromettono il funzionamento e la serenità del paziente. Insieme al paziente verrà stilato un contratto terapeutico, in cui sono sempre esplicitati gli obiettivi, i compiti del paziente, le finalità della terapia, le tecniche che verranno utilizzate, nonché i tempi, il costo e le probabilità di successo della terapia. Al termine della terapia, quando il paziente si sentirà meglio, le sedute potranno essere diradate nel tempo fino alla conclusione. Potranno poi seguire delle sedute di richiamo (follow-up) a tre, sei e dodici mesi dalla conclusione della terapia.

## Efficacia
Studi di revisione che hanno confrontato la TCC con la somministrazione di psicofarmaci, hanno rilevato che la sola TCC è efficace nel trattamento delle forme meno gravi di depressione, ansia, disturbo post-traumatico da stress, tic, disturbo da uso di sostanze, disturbi alimentari, e disturbo borderline di personalità. Alcune ricerche suggeriscono che la TCC è più efficace se combinata con farmaci per il trattamento di disturbi mentali gravi, come il disturbo depressivo maggiore. La TCC è raccomandata come prima linea di trattamento per la maggior parte dei disturbi psicologici nei bambini e negli adolescenti, inclusi i disturbi dell'aggressività e della condotta. Le ricerche hanno tuttavia rilevato che altri interventi psicoterapeutici erano ugualmente efficaci per il trattamento delle medesime condizioni negli adulti.